# Martín Tanaka
Ricardo Martín Tanaka Gondo (Lima, Perú, 1965) es un sociólogo y politólogo peruano. Es docente de la Pontificia Universidad Católica del Perú e investigador principal en el Instituto de Estudios Peruanos. Fue director general en esta última entidad entre 2005 y 2007.
Ejerce como director de la Escuela de Gobierno y Políticas Públicas y director del Doctorado en Ciencia Política y Gobierno en dicha casa de estudios.[¿cuál?]

## Etapa profesional
Ha tenido estancias de investigación posdoctorales como Visiting Fellow en el Helen Kellogg Institute for International Studies de la Universidad de Notre Dame, Indiana (2009 y 2003); y ha sido profesor visitante en la Maestría de Ciencia Política de la Universidad de Los Andes en Bogotá (2002). Es columnista semanal en el diario La República, desde diciembre de 2008. 
Tiene libros y capítulos de libros publicados por el Instituto de Estudios Peruanos, Cambridge University Press, Stanford University Press, Johns Hopkins University Press, Brookings Institution Press, Lynne Rienner Publishers, Routledge, PRAEGER, Fundación Pablo Iglesias, Instituto de Estudios Sociales de la UNAM, la Universidad de Londres, entre otros.
Sus temas de investigación comprenden la democracia, el Estado, la política y los partidos políticos. También explora los movimientos sociales, la participación ciudadana y los conflictos. Además, analiza sobre la cultura política e historia del pensamiento político en Perú y Latinoamérica.

## Investigaciones
- El Perú y la caverna platónica ¿Cómo funciona la política en el Perú de hoy? Un enfoque “realista”. Lima: Instituto de Estudios Peruanos. 2013.

- La política en el Perú: entre los problemas de representación, los poderes de facto y la inercia institucional. Lima: Instituto de Estudios Peruanos. 2013.